# IEEE 802.20
IEEE 802.20（またはMobile Broadband Wireless Access(MBWA) Working Group）は、2002年12月11日にIEEE Standards Associationによって設けられ、IPベースのサービスのための無線通信のインターフェースについての仕様を準備することを目的としている作業班、又は、その作業班の成果として得られた標準的な仕様。
低コストで、常時接続による真の意味でのモバイル・ブロードバンド・ワイヤレス・ネットワークを実現することが期待されている。

## 概要
IEEE 802.20の仕様は、他のIEEE 802と同じように層（レイヤー）構造に従って定義される。作業班は、物理層（PHY）と、データリンク層（中間アクセス層（MAC）及びロジカル・リンク層（LLC））。データリンク層の一部）を検討対象としている。無線通信方式は、3.5GHz以下の周波数帯において、最大1Mbit/s以上のデータ転送速度で運用される。
当該仕様に合致するシステムは複数存在し、京セラのiBurstがそのうちの一方式である。日本国内でこの方式を採用している事業者はないが、オーストラリア、南アフリカ共和国、ケニア共和国等でサービスが行われている。
- MBTDD-Wideband - クアルコムが推進。 OFMDA
- MBTDD 625k-MC mode - 京セラと米アレイコムが推進（例：iBurst）。TDMA

## 競合
クアルコムが中心になって推進するIEEE 802.20と、俗に「モバイル WiMAX（ワイマックス）」と呼ばれるIEEE 802.16eは、互いに似ている。802.20の仕様案は既に投票に付され、2006年1月18日に承認されている。
この標準仕様の特徴については、次のように考えられている。
- IPによるローミング及びハンド・オフ（1Mbit/s以上において）
- IPと適応アンテナによる、新たなMAC及びPHY
- 250km/hまでの移動性
- パケット構造
- 低レーテンシー